# Sotará
Sotará è un comune della Colombia facente parte del dipartimento di Cauca.
Il centro abitato venne fondato da Marcelino Burbano, Margarita Astaiza, Jua Garzon, Milagros Salazar e Juan Francisco Gomes nel 1879, mentre l'istituzione del comune è del 12 marzo 1936.